# Ouratea angulata
Ouratea angulata là một loài thực vật có hoa trong họ Ochnaceae. Loài này được Tiegh. mô tả khoa học đầu tiên năm 1902.